# Petra Bayr

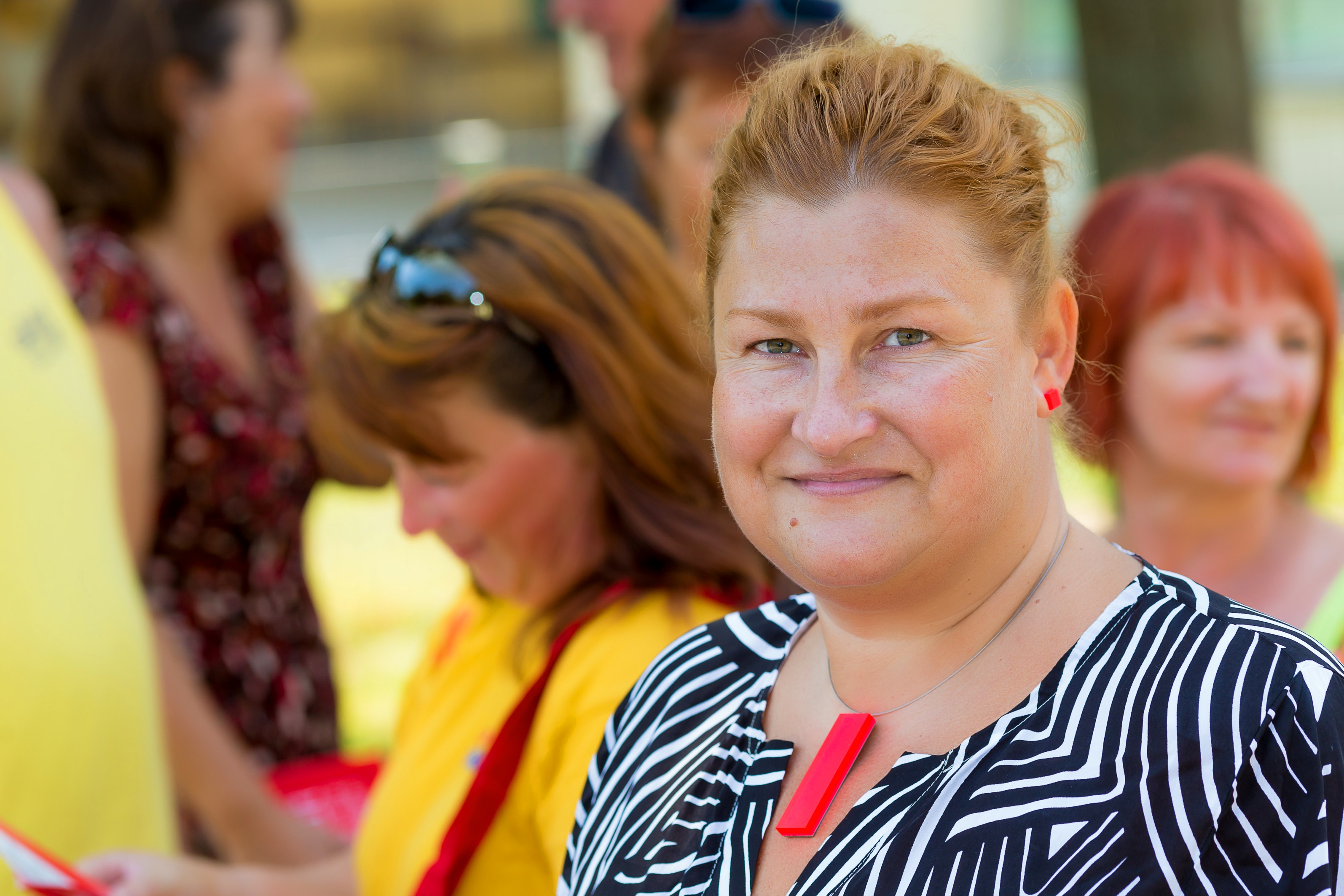
Petra Bayr 2013

Petra "Penny" Bayr (* 28. April 1968 in Wien) ist eine österreichische Politikerin (SPÖ) und seit 2002 Abgeordnete zum österreichischen Nationalrat.

## Ausbildung
Petra Bayr besuchte zwischen 1974 und 1978 die Volksschule und schloss 1986 den Schulbesuch einer allgemeinbildenden höheren Schule mit der Matura ab. Im Anschluss an ihre schulische Ausbildung studierte Bayr bis 1996 Soziologie und Pädagogik an den Universitäten Wien und Graz.
Während ihrer Tätigkeit als Nationalratsabgeordnete absolvierte Petra Bayr die zwei Masterstudien "Human Rights" und "Legal Studies" an der Donau-Universität Krems.

## Beruflicher Werdegang
Bayr war zu ihrer Schulzeit bereits als Redakteurin der Schülerzeitung und Schulsprecherin aktiv. Zwischen 1984 und 1985 arbeitete sie zudem als Mitarbeiterin bei Ö3 und Radio Wien. Parallel zu ihrem Studium arbeitete Bayr als Trainerin in der außerschulischen Jugendarbeit und war zwischen 1994 und 1997 Sachbearbeiterin in der ÖIAG. Zwischen 1994 und 1996 arbeitete Bayr zudem als parlamentarische Mitarbeiterin und war von 1997 bis 2001 politische Koordinatorin im Frauenkommunikations- und Kulturzentrum „ega“. Ab 2001 wirkte Bayr in der Öffentlichkeitsarbeit der SPÖ Wien mit.

## Politischer Werdegang
Bayr begann ihre politische Karriere bereits 1984 in der GPA Jugendabteilung und war unter anderem Bundesvorsitzende der SchülerInnengewerkschaft und der StudentInnengewerkschaft. Ab 1986 arbeitete sie auch aktiv in der SPÖ Favoriten mit und wurde zwischen 1990 und 1992 Vorsitzende des Frauenkomitees des österreichischen Bundesjugendrings. 1994 bis 1996 nahm sie als Bezirksrätin und Drogenbeauftragte in Favoriten erstmals ein politisches Mandat wahr und wurde 2000 Vorsitzende der Favoritner SPÖ-Frauen und stellvertretende Vorsitzende der SPÖ Favoriten. 1996 stieg Bayr in den Gemeinderat auf und war zwischen 1999 und 2003 auch Vorsitzende der Jungen Generation in der SPÖ Wien. 2002 wurde Bayr im Wiener Regionalwahlkreis Süd für den Nationalrat aufgestellt und wechselte nach ihrer erfolgreichen Wahl vom Gemeinderat in den Nationalrat, wo sie entwicklungspolitische Sprecherin der SPÖ wurde. Von 2007 bis 2011 war Bayr stellvertretende Vorsitzende des Umweltausschusses im Nationalrat. Seit 2003 ist sie Vorsitzende des Entwicklungspolitischen Unterausschusses.
Petra Bayr ist Gründungsmitglied der 2003 ins Leben gerufenen Österreichischen Plattform gegen weibliche Genitalverstümmelung.
Petra Bayr ist seit 2017 Präsidentin der Wiener Bildungsakademie.

## Auszeichnungen
- 2007: Großes Goldenes Ehrenzeichen für Verdienste um die Republik Österreich[2]